# Lasiocaryum munroi
Lasiocaryum munroi är en strävbladig växtart som först beskrevs av Charles Baron Clarke, och fick sitt nu gällande namn av Ivan Murray Johnston. Lasiocaryum munroi ingår i släktet Lasiocaryum och familjen strävbladiga växter. Inga underarter finns listade i Catalogue of Life.